# Antonin Personnaz
Pour les articles homonymes, voir Personnaz.
Antonin Personnaz est un collectionneur d'art français né à Bayonne en 1854, où il est mort le 31 décembre 1936. Il était également photographe d'autochromes.

## Biographie
Grand amateur d’art et ami des peintres, Antonin Personnaz légua aux musées nationaux la collection de tableaux, essentiellement impressionnistes, qui porte son nom et est présentée au musée d’Orsay. On y trouve notamment Louveciennes. Sentier de la Mi-côte par Alfred Sisley. Une actualité malheureuse l’a mise en lumière fin 2007, lorsqu’un acte de vandalisme a détérioré l’une des pièces majeures de la donation Personnaz, le tableau de Claude Monet, Le Pont d'Argenteuil.
Il était très proche du peintre et collectionneur bayonnais Léon Bonnat et en fut l'exécuteur testamentaire. En 1923, il est devenu Vice-Président de la Commission du Musée Bonnat de Bayonne avec le peintre Georges Bergès et a organisé les salles du musée après le décès de Léon Bonnat.
Il s’est également illustré comme photographe, adoptant le procédé de l’autochrome d'Auguste et Louis Lumière.
Il devint membre de la Société française de photographie (SFP) en 1886 et en occupa le poste de secrétaire général de 1911 à 1919. Plusieurs projections de ses photographies y furent organisées. Il publia dans la revue de la SFP plusieurs articles sur la technique de l'autochrome et sur les rapports entre peinture et photographie. Il donna des conférences sur les mêmes thèmes en France et à l’étranger. La SFP possède un important fonds d'autochromes légué par sa famille.
Le musée des beaux-arts de Rouen lui consacre une exposition dans le cadre du festival Normandie impressionniste 2020.

## Distinctions
- Chevalier de la Légion d'honneur (1929)[4].
- Officier d'académie (1904).

## Publications
- Antonin Personnaz, Le Musée de Bayonne : collections Bonnat, Paris, H. Laurens, 1925, 64 p. (lire en ligne).